# Arcozelo das Maias
Arcozelo das Maias ist eine Gemeinde (Freguesia) im portugiesischen Kreis Oliveira de Frades. In ihr leben 1223 Einwohner (Stand 19. April 2021).